# Sepino
Sepino es una localidad y comune (municipio)  de la provincia de Campobasso, región de Molise situada en el sur de Italia. En 2001 tenía 2.177 habitantes.

## Evolución demográfica

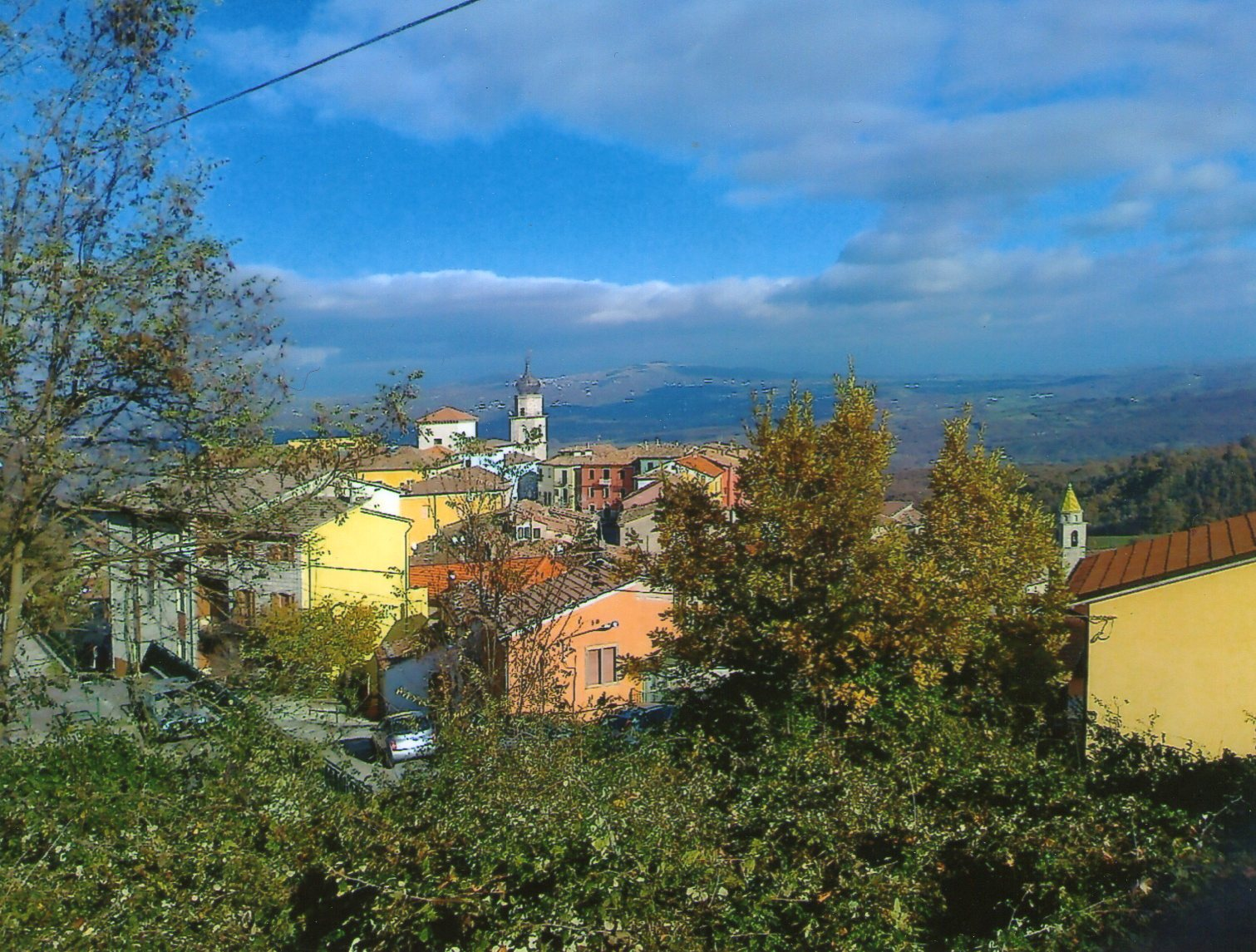
Sepino: panorama

| Gráfica de evolución demográfica de Sepino entre 1861 y 2001 |
|                                                              |
| Fuente ISTAT - elaboración gráfica de Wikipedia              |